# 더 래츠
더 래츠(Die Ratten, The Rats)는 독일(구 서독)에서 제작된 로버트 시오드맥 감독의 1955년 드라마 영화이다. 게르하르트 하웁트만의 1911년 희곡 《더 래츠(The Rats)》를 각색한 작품이다. 마리아 쉘 등이 주연으로 출연하였다. 황금곰상을 수상했다.

## 출연

### 주연
- 마리아 쉘
- 쿠르트 위르겐스

### 조연
- 구스타브 크누스
- 일스 스테팻